# YouBike微笑單車
YouBike微笑單車（通稱YouBike，常被暱稱為UBike）為臺灣自行車製造商捷安特建置與營運的公共自行車租賃系統。在臺灣以公辦民營模式建置與經營，第一個營運系統位於臺北市，目前在臺灣的臺北市、新北市、桃園市、新竹縣、新竹市、苗栗縣、臺中市、嘉義市、嘉義縣、臺南市、高雄市、屏東縣、臺東縣等縣市以及新竹科學園區建置，另外还有中國大陸的福建省莆田市、泉州市採用。
設站硬體需求較低的YouBike 2.0系統在2020年1月15日推出，最初以臺北公館捷運站及臺大校總區周邊區域試辦三個月，後因市府調查民眾反映良好，台北市政府決定在2022年底前將逐漸取代原1.0系統，同年9月高雄市公共自行車租賃系統也以YouBike 2.0系統全面取代原CityBike系統；此後嘉義市、臺中市、新北市、新竹市、新竹科學園區、新竹縣、苗栗縣、臺南市、屏東縣、桃園市、嘉義縣及臺東縣都陸續加入或將汰換成2.0系統；即為至2023年時，臺灣本島有建置公共自行車租賃系統的地區只有彰化縣及雲林縣採用非YouBike系統。截至2025年5月22日止，總騎乘次數為995,333,210，總會員卡數為15,693,709。

## 歷代系統

### YouBike

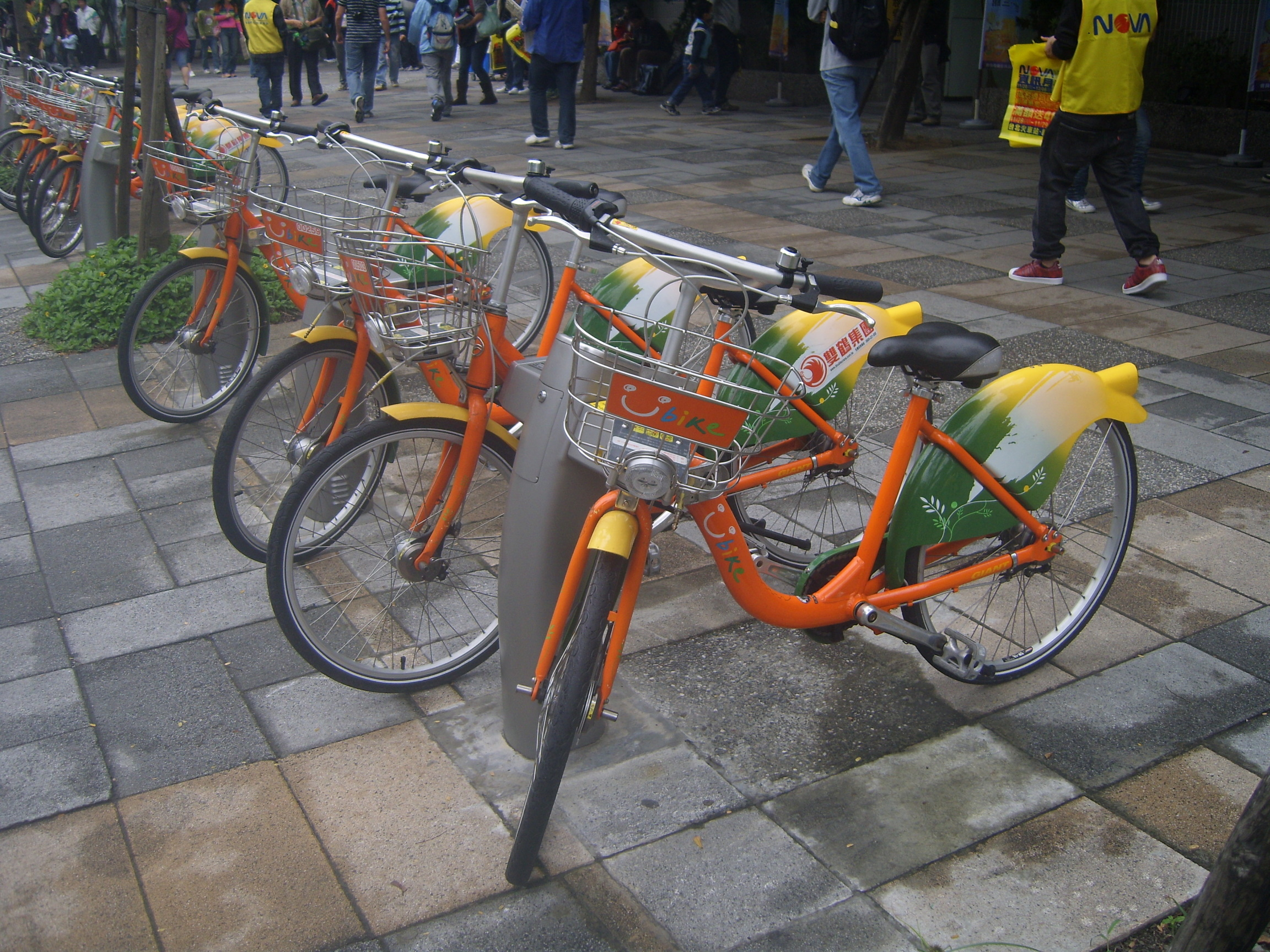
2009年11月於臺北信義計畫區試辦的第一代YouBike

第一代的YouBike是在2009年投入臺北市服務的版本。此版本配有3段內變速及隨車鎖，與1.0的差別為金屬製車籃、無排水孔坐墊、以及車鎖位置較後。車重約19公斤，在2012年7月底臺北市啟用新站點時逐漸被YouBike 1.0（當時稱為第二代YouBike）取代。

### YouBike 1.0
YouBike 1.0系統是曾經最廣泛投入的系統，投入最多車輛的地區分別為莆田市（31,040輛）、新北市（20,838輛）及泉州市（16,832輛）。YouBike 1.0最初在2012年7月以第二代YouBike的名義隨臺北市新站點一同啟用。自2025年起，臺灣全數1.0系統已結束服務，分別升級為2.0系統或更換為其他系統。
1.0系統的自行車外觀為橘色車架配黃色泥除，配有3段內變速及隨車鎖，車重約17公斤。YouBike 1.0自行車設計可承受每日13次（2020年YouBike 1.0在台湾各縣市平均每車每日被借用2.07至5.5次）的頻繁使用。車上亦設有RFID晶片作車輛追蹤之用。
租借車柱為「一柱兩車」設計，並設有卡片感應器、車鎖等設備。由於曾發生民眾還車時車柱未成功感應、或用力過度導致自行車車鎖損壞等，因此營運商微笑單車在車柱加上導引白線，後來改為兩條「還車導引槽」以協助民眾還車。
起初YouBike費率為每30分鐘10元，在2013年發生車友騎YouBike登武嶺事件後改為現行的累進費率。
由於YouBike自行車（包括1.0及2.0）採用內變速，因此在花鼓兩側安裝了防撞金屬框，避免在調度或騎行時損壞花鼓。但此防撞桿因容易踩踏，亦產生了自行車雙載問題，因此後來防撞桿改為斜度較大、無法踩踏的設計，以防止雙載。而租借YouBike時雙載，除了本身違法可被罰款外，亦可導致YouBike會員服務永久終止。
台湾YouBike 1.0自行車車價為新臺幣13,000元，車柱價格則為新臺幣30,000元。而依微笑單車的服務條款第五條，用家遺失車輛賠償價格為新臺幣9,000元／人民幣2,000元。另外YouBike 1.0自行車的使用年限為5年，場站設備（如車柱、自助服務機等）為7年，在1.0升級至2.0的地區皆依此年限逐步汰換1.0的設施。

### E-YouBike
2018年12月19日電動輔助自行車E-YouBike試辦計劃在新北市展開，原定於2019年4月於地形起伏大的淡水投入300輛E-YouBike。
自行車外觀為白色車架配橘色泥除，配有3段內變速、無鑰匙隨車鎖、旋轉車鈴等設備。車上裝有負責借還車功能的車機，騎乘時可顯示借車時間、速度和電量。由於E-YouBike的電動輔助設計，車上配有平地續航力50公里、可由調度員抽換的鋰電池。當電量低於5%時電動輔助功能會停止運作，確保車機仍有足夠電量供民眾借／還車。
車柱為「一柱一車」、無需接電的輕型樁柱設計，可以在有限的空間設站。
後來微笑單車因該成本增加而提出E-YouBike費率調高為每30分鐘30元新台币；另外調度員只會在晚上進行鋰電池抽換，無法確保民眾在日間能使用電量100%的自行車。在雙方意見分歧下E-YouBike計劃宣告中止。

### YouBike 2.0
微笑單車在2018年競標新一期臺北市YouBike租賃系統合約時，提出了在2020年規劃YouBike 2.0系統的方案。YouBike 2.0在2020年1月15日於臺北臺大校總區周邊區域試辦，後續被高雄市、嘉義市、新竹縣、屏東縣、台南市、嘉義縣及臺東縣採用，並在臺北市、臺中市、新北市、桃園市、新竹市、竹科及苗栗縣陸續取代原有1.0系統。
YouBike 2.0自行車外觀為白色車架配黃色泥除，除了沒有蓄電池及馬達、以及騎乘時車機不顯示任何資訊外，YouBike 2.0的配置與E-YouBike基本相同，車柱設計亦相同。由於其輕型車柱設計，YouBike 2.0的設站限制較低，可在以往無法設1.0站點的地方設站，因此微笑單車標榜2.0系統服務「更近更密」。
由於YouBike 2.0自行車設有負責借還車功能的車機，車價提高為新臺幣23,000元，但其輕型車柱價格則降為新臺幣5,000元。而依服務條款第五條，用家遺失車輛賠償價格為新臺幣15,000元。
值得一提的是，負責電子設計的微程式資訊在E-YouBike及YouBike 2.0的系統專利中寫到，YouBike 2.0可以利用車上及其他自行車的隨車鎖及車機實現車柱模式及無樁模式並行的混合營運系統，但目前所有YouBike 2.0及2.0E系統僅使用車柱模式營運。

### YouBike 2.0E
2021年12月1日，嘉義市的YouBike 2.0系統加入了YouBike 2.0E電動輔助自行車服務，其車款與2.0系統共通。YouBike 2.0E的配置與E-YouBike基本一致，其中電池續航力提高至80公里。另外車機螢幕原本顯示借車時間的部分改為顯示電量百分比。
YouBike 2.0E的車價約為YouBike 1.0的兩倍以上，車重較YouBike 1.0增加約5公斤，依微笑單車的服務條款第五條，用家遺失車輛賠償價格為新臺幣25,000元。另外由於2019年新修法限制電動輔助自行車車速上限為25 km/h，YouBike 2.0E的電動輔助功能亦以此為運作速限，車速超過25 km/h時電動輔助馬達會關閉，將其變成一般自行車使用。
而在臺北市及新北市投入的YouBike 2.0E之電動輔助馬達速限降至20 km/h，續航力則進一步提高至100公里。

### YouBike電助力車
捷安特（崑山）與莆田微笑自行車合作，研發了稱為「YouBike電助力車」的電動輔助自行車，主要基於捷安特MIYA E+電動車，並加上YouBike營運所需的車鎖、隨車鎖等設備。莆田微笑自行車於2020年10月16日投放50輛YouBike電助力車於莆田市湄洲島試驗。
與E-YouBike／YouBike 2.0E及YouBike 2.0不同的是，YouBike電助力車直接沿用YouBike 1.0的車柱，因此無新舊系統不相容的問題。YouBike電助力車採用的電機有「正常」、「運動」、「節能」三種助力模式，電池續航力約為80公里。車上配有3段內變速及與YouBike 1.0一樣的隨車鎖。亦配有車頭鎖及較大的停車架，以增加停車時的穩定度。
由於YouBike電助力車使用YouBike 1.0的車柱，車上未設有亦不需要類似E-YouBike及YouBike 2.0的車機，取而代之的是位於左把手的儀表板，用以顯示電量、助力模式、車燈模式，並設有按鈕供用家開關電機、車燈及選擇助力模式。
YouBike電助力車的費率前30分鐘收取人民幣3元，後續每10分鐘收取人民幣1元，不設當日收費上限。依服務條款第一條，電助力車的服務對象為16歲以上人士，非一般YouBike的12歲以上；而依第五條，用家遺失車輛賠償價格是人民幣10,000元，為一般YouBike的五倍。

## 營運方式
台湾微笑單車最初便設有二十四小時客服專線，以及三班制調度員負責全天進行車輛調度及維護，以維持良好的服務。而為避免借車率或還車率極高的站點出現長時間「無車可借」或「無柱可還」的狀態，YouBike調度員皆配有平板電腦隨時檢視站點車輛狀況，以及時補車（無車可借時）及抽車（無柱可還時），而YouBike的調度原則為站點車輛數超過70%時抽車、少於20%時補車。
YouBike服務不僅讓臺灣各縣市紛紛採用YouBike為其公共自行車系統，甚至吸引他国官員前來參訪。
另外，公共自行車在長期使用下難免會出現零件耗損、車輛故障等情況，需暫時停用待調度員進行維修（如在2021年8月臺北市YouBike 1.0便進行了4,372次自行車的各項系統維修）。微笑單車為此推行「坐墊反轉」的標示方式，供民眾及調度員明確知道車輛故障。而即使民眾誤借故障的自行車，可在五分鐘內歸還至借車點且不會收費。

## 系統列表
| 系統名稱 | 調度區註1 | 系統註2 | 車號前綴 | 營運狀況 | 啟用日期          | 結束日期                        |
| --- | --------- | ------- | -------- | -------- | ----------------- | ------------------------------- |
| 臺北市公共自行車租賃系統 | 雙北      | 1.0     | A註3     | 營運結束 | 2009年3月11日     | 2022年12月3日                   |
| 臺北市公共自行車租賃系統 | 雙北      | 2.0     | 01註4    | 營運中   | 2021年5月8日      | 不適用                          |
| 臺北市公共自行車租賃系統 | 雙北      | 2.0E    | 01註4    | 營運中   | 2024年8月30日     | 不適用                          |
| 新北市公共自行車租賃系統 | 雙北      | 1.0     | F        | 營運結束 | 2014年1月1日      | 2024年8月6日                    |
| 新北市公共自行車租賃系統 | 雙北      | E       | 不適用   | 計劃中止 | 2019年4月（原定） | 不適用                          |
| 新北市公共自行車租賃系統 | 雙北      | 2.0     | 02註4    | 營運中   | 2021年10月20日    | 不適用                          |
| 新北市公共自行車租賃系統 | 雙北      | 2.0E    | 02註4    | 營運中   | 2024年8月30日     | 不適用                          |
| 新北市公共自行車租賃系統 | 猴雙專區  | 2.0     | 02註4    | 營運中   | 2022年7月3日      | 2023年4月30日（併入一般行政區） |
| 桃園市公共自行車租賃系統 | 桃園      | 1.0     | H        | 營運結束 | 2016年2月4日      | 2024年8月31日                   |
| 桃園市公共自行車租賃系統 | 桃園      | 2.0     | 03註4    | 營運中   | 2023年12月22日    | 不適用                          |
| 桃園市公共自行車租賃系統 | 桃園      | 2.0E    | 03註4    | 營運中   | 2024年2月1日      | 不適用                          |
| 新竹縣公共自行車租賃系統 | 新竹      | 2.0     | 05註5    | 營運中   | 2022年6月27日     | 不適用                          |
| 新竹縣公共自行車租賃系統 | 新竹      | 2.0E    | 05註5    | 營運中   | 2024年2月7日      | 不適用                          |
| 新竹科學園區公共自行車租賃系統 | 新竹      | 1.0     | SP       | 營運結束 | 2017年8月30日     | 2023年6月1日                    |
| 新竹科學園區公共自行車租賃系統 | 新竹      | 2.0     | 82註5    | 營運中   | 2023年1月8日      | 不適用                          |
| 新竹科學園區公共自行車租賃系統 | 新竹      | 2.0E    | 82註5    | 營運中   | 2023年1月8日      | 不適用                          |
| 新竹市公共自行車租賃系統 | 新竹      | 1.0     | J        | 營運結束 | 2016年5月26日     | 2023年6月1日                    |
| 新竹市公共自行車租賃系統 | 新竹      | 2.0     | 04       | 營運中   | 2022年7月12日     | 不適用                          |
| 苗栗縣公共自行車租賃系統 | 苗栗      | 1.0     | K        | 營運結束 | 2018年6月26日     | 2025年1月1日                    |
| 苗栗縣公共自行車租賃系統 | 苗栗      | 2.0     | 07註5    | 營運中   | 2022年8月25日     | 不適用                          |
| 苗栗縣公共自行車租賃系統 | 苗栗      | 2.0E    | 07註5    | 營運中   | 2024年3月13日     | 不適用                          |
| 臺中市公共自行車租賃系統 | 台中      | 1.0     | B        | 營運結束 | 2014年7月18日     | 2023年6月28日                   |
| 臺中市公共自行車租賃系統 | 台中      | 2.0     | 06註4    | 營運中   | 2020年12月18日    | 不適用                          |
| 臺中市公共自行車租賃系統 | 台中      | 2.0E    | 06註4    | 營運中   | 2022年6月21日     | 不適用                          |
| 彰化縣公共自行車租賃系統 | 不適用    | 1.0     | N        | 營運結束 | 2014年5月24日     | 2021年6月30日                   |
| 嘉義縣公共自行車租賃系統 | 嘉南高屏  | 2.0     | 11註6    | 營運中   | 2024年7月3日      | 不適用                          |
| 嘉義縣公共自行車租賃系統 | 嘉南高屏  | 2.0E    | 11註6    | 營運中   | 2024年7月3日      | 不適用                          |
| 嘉義市公共自行車租賃系統 | 嘉南高屏  | 2.0     | 10註5    | 營運中   | 2020年12月15日    | 不適用                          |
| 嘉義市公共自行車租賃系統 | 嘉南高屏  | 2.0E    | 10註5    | 營運中   | 2021年12月1日     | 不適用                          |
| 臺南市公共自行車租賃系統 | 嘉南高屏  | 2.0     | 13註5    | 營運中   | 2023年2月23日     | 不適用                          |
| 臺南市公共自行車租賃系統 | 嘉南高屏  | 2.0E    | 13註5    | 營運中   | 2023年4月21日     | 不適用                          |
| 高雄市公共自行車租賃系統 | 嘉南高屏  | 2.0     | 12註5    | 營運中   | 2020年7月1日      | 不適用                          |
| 高雄市公共自行車租賃系統 | 嘉南高屏  | 2.0E    | 12註5    | 營運中   | 2022年11月16日    | 不適用                          |
| 屏東縣公共自行車租賃系統 | 嘉南高屏  | 2.0     | 14註5    | 營運中   | 2023年2月1日      | 不適用                          |
| 屏東縣公共自行車租賃系統 | 嘉南高屏  | 2.0E    | 14註5    | 營運中   | 2023年4月24日     | 不適用                          |
| 臺東縣公共自行車租賃系統 | 台東      | 2.0     | 15註5    | 營運中   | 2024年12月12日    | 不適用                          |
| 臺東縣公共自行車租賃系統 | 台東      | 2.0E    | 15註5    | 營運中   | 2024年12月12日    | 不適用                          |
| 泉州公共自行车註7 | 不適用    | 1.0     | 0        | 營運中   | 2016年6月30日     | 不適用                          |
| 莆田公共自行车 | 不適用    | 1.0     | 2        | 營運中   | 2018年6月3日      | 不適用                          |
| 莆田公共自行车 | 不適用    | 助力車  | 不適用   | 試驗中   | 2020年10月16日    | 不適用                          |
| 微笑單車展示／示範用自行車 | 不適用    | E／2.0E | 99       | 不適用   | 不適用            | 不適用                          |
| 微笑單車展示／示範用自行車 | 不適用    | 2.0     | 99       | 不適用   | 不適用            | 不適用                          |
| 註1：跨縣市免調度費還車並不代表為相同調度區，詳見調度費用一節 註2：「1.0／助力車」與「2.0／E／2.0E」系統互不相容不可互相租還 註3：原為無前綴的五位數車號，其他縣市系統啟用後才加上「A」前綴 註4：台北市、新北市、桃園市、台中市2.0E自行車車號從6xxxx起跳，如桃園市1號車的車號為0360001 註5：新竹縣、竹科、苗栗縣、嘉義市、台南市、高雄市、屏東縣、台東縣2.0E自行車除了有從6xxxx起跳外，也有從9xxxx起跳的2.0E自行車 註6：嘉義縣2.0E自行車車號從9xxxx起跳，如嘉義縣1號車的車號為1190001 註7：泉州公共自行車經營權已不是微笑單車，於2022年6月30日到期，現由泉州交發智慧出行服務有限公司經營，但是车辆及车桩仍采用YouBike1.0配置 |           |         |          |          |                   |                                 |

## 相關事件
系統異常
YouBike微笑單車在2016年8月31日凌晨1點執行中彰地區系統更新工作時，全台系統發生異常狀況，場站無法與中控系統連接，導致暫停營運。當時負責系統設計的微程式資訊緊急派出所有工程師，更新全台灣每一根腳踏車柱的韌體，在數天內即恢復全系統運作。而在2016年底有報導指出，此場全台大當機的事件是由於工程師對工作內容不滿惡意破壞造成。
違規記點制如虛設

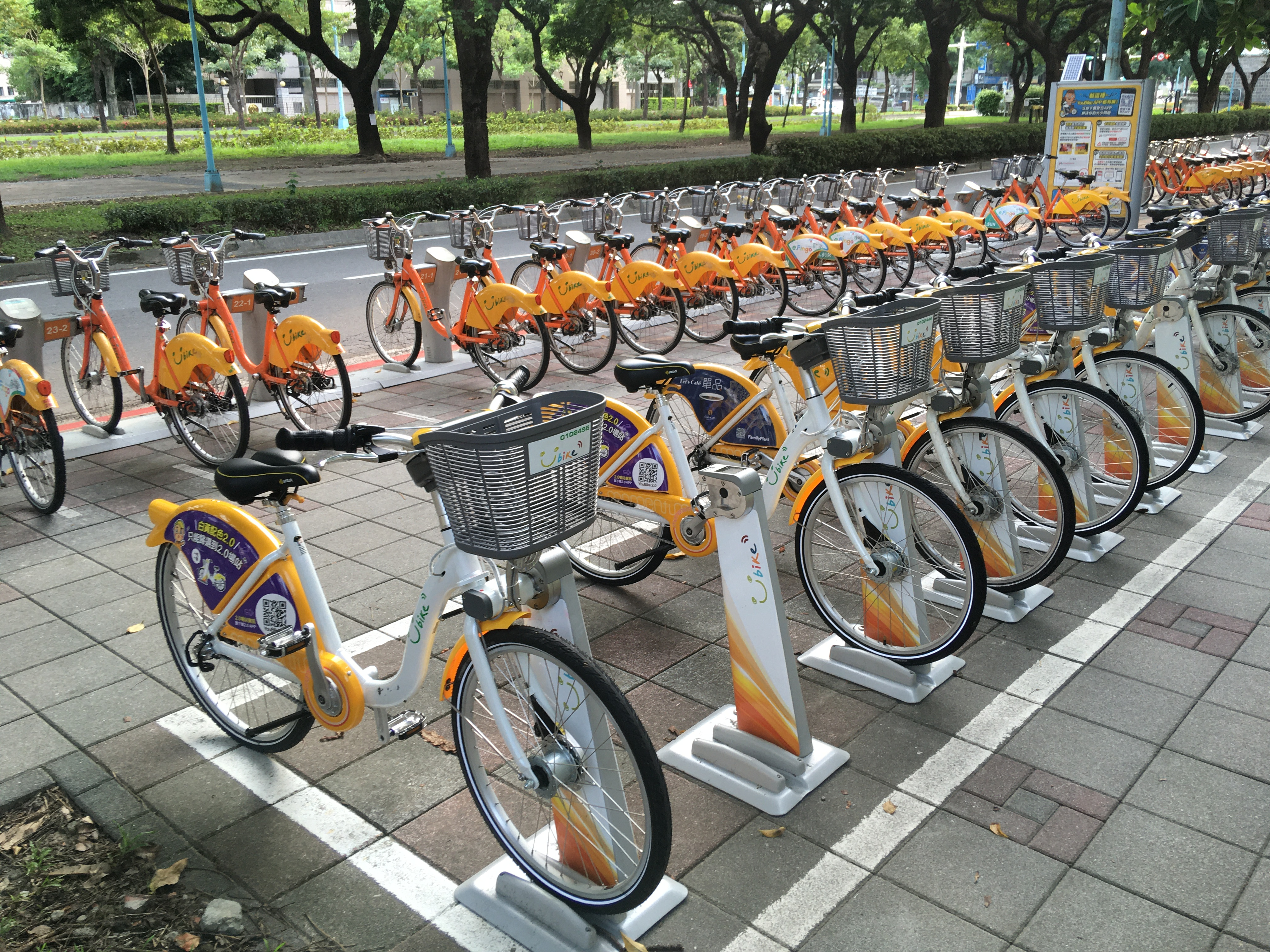
臺北市「捷運小南門站(1號出口)」站點，為1.0與2.0系統共站規劃

臺北市交通局自2014年起設立「YouBike違規記點辦法」，針對YouBike用家的違規行為（如違反交通規則、危險駕駛等）以記點制度記錄，在累積一定點數後用家會被停權，滿7點會被取消會員資格。另外犯嚴重行為者可被直接取消會員資格。
但臺北市議員潘懷宗在2021年10月表示儘管路上常見YouBike用家違規，但交通局稽查人力不足且YouBike車身編碼過小，因此取締違規用家十分困難，違規記點辦法上路7年來仍未有會員被取消資格，而臺北市自行車違規件數與YouBike違規件數亦明顯不成比例。
對此，台北市政府交通局長陳學台表示會請微笑單車將前方置物籃的車身編碼放大，而後泥除因空間較少會請微笑單車再想辦法。
資料遭駭
2023年5月17、21日，台湾YouBike共計有4.05萬筆會員資料陸續遭到境外連線攻擊以致資料外洩，提醒會員若接到追繳欠款或儲值等訊息，可能都是詐騙，此事件陸續遭到各地縣市政府調查。

## 費用

### 騎乘費用
各區營運系統隨各地政府是否補助略有差異，整體而言收費方式採累進費率收費。
臺灣
YouBike 1.0／YouBike 2.0基本費率為前4小時每30分鐘10元，4～8小時每30分鐘20元，8小時以上每30分鐘40元。
YouBike 2.0E基本費率為前2小時每30分鐘20元，超過2小時每30分鐘40元
部分縣市政府有提供騎乘補助，現行各地政府補助情況如下：
- 騎乘前60分鐘由縣市政府補助20元：桃園市（2.0E除外）。
- 騎乘前30分鐘由縣市政府補助10元：臺北市（2.0E除外）、新北市（2.0E除外）、苗栗縣、臺中市、嘉義縣、嘉義市、屏東縣（2.0E除外）。
- 騎乘前30分鐘由縣市政府補助5元：台南市市民卡、高雄市、臺東縣。（台南市市民卡、高雄市針對2.0E有另再多補助5元）
- 無補助：台北市（2.0E）、新北市（2.0E）、桃園市（2.0E）、新竹縣、新竹市、新竹科學園區、台南市除市民卡、屏東縣（2.0E）。

部分縣市另有轉乘優惠。例如：持悠遊卡租借新北市YouBike並轉乘台北捷運、新北捷運（含輕軌）或公車，可再享5元優惠（即YouBike前30分鐘免費）。
下列騎乘費用表格是現今具備「YouBike會員」身分的收費，使用未達30分鐘以30分鐘計。
| YouBike 1.0／YouBike 2.0（單位：新台幣元/30分鐘） | YouBike 1.0／YouBike 2.0（單位：新台幣元/30分鐘） | YouBike 1.0／YouBike 2.0（單位：新台幣元/30分鐘） | YouBike 1.0／YouBike 2.0（單位：新台幣元/30分鐘） | YouBike 1.0／YouBike 2.0（單位：新台幣元/30分鐘） | YouBike 1.0／YouBike 2.0（單位：新台幣元/30分鐘） |
| 借車縣市                                          | 30分鐘內                                          | 30分鐘～1小時                                     | 1～4小時                                          | 4～8小時                                          | 超過8小時                                         |
| ------------------------------------------------- | ------------------------------------------------- | ------------------------------------------------- | ------------------------------------------------- | ------------------------------------------------- | ------------------------------------------------- |
| 臺北市                                            | 0                                                 | 10                                                | 10                                                | 20                                                | 40                                                |
| 新北市                                            | 0                                                 | 10                                                | 10                                                | 20                                                | 40                                                |
| 桃園市                                            | 0                                                 | 0                                                 | 10                                                | 20                                                | 40                                                |
| 新竹縣                                            | 10                                                | 10                                                | 10                                                | 20                                                | 40                                                |
| 新竹市                                            | 10                                                | 10                                                | 10                                                | 20                                                | 40                                                |
| 新竹科學園區                                      | 10                                                | 10                                                | 10                                                | 20                                                | 40                                                |
| 苗栗縣                                            | 0                                                 | 10                                                | 10                                                | 20                                                | 40                                                |
| 臺中市                                            | 0                                                 | 10                                                | 10                                                | 20                                                | 40                                                |
| 嘉義市                                            | 0                                                 | 10                                                | 10                                                | 20                                                | 40                                                |
| 嘉義縣                                            | 0                                                 | 10                                                | 10                                                | 20                                                | 40                                                |
| 臺南市                                            | 10                                                | 10                                                | 10                                                | 20                                                | 40                                                |
| 高雄市                                            | 5                                                 | 10                                                | 10                                                | 20                                                | 40                                                |
| 屏東縣                                            | 0                                                 | 10                                                | 10                                                | 20                                                | 40                                                |
| 臺東縣                                            | 7                                                 | 12                                                | 12                                                | 24                                                | 48                                                |

| YouBike 2.0E（單位：新台幣元/30分鐘） | YouBike 2.0E（單位：新台幣元/30分鐘） | YouBike 2.0E（單位：新台幣元/30分鐘） | YouBike 2.0E（單位：新台幣元/30分鐘） |
| 借車縣市                              | 30分鐘內                              | 30分鐘～2小時                         | 超過2小時                             |
| ------------------------------------- | ------------------------------------- | ------------------------------------- | ------------------------------------- |
| 臺北市                                | 20                                    | 20                                    | 40                                    |
| 新北市                                | 20                                    | 20                                    | 40                                    |
| 桃園市                                | 20                                    | 20                                    | 40                                    |
| 新竹縣                                | 20                                    | 20                                    | 40                                    |
| 新竹市                                | 20                                    | 20                                    | 40                                    |
| 新竹科學園區                          | 20                                    | 20                                    | 40                                    |
| 苗栗縣                                | 10                                    | 20                                    | 40                                    |
| 臺中市                                | 10                                    | 20                                    | 40                                    |
| 嘉義市                                | 10                                    | 20                                    | 40                                    |
| 嘉義縣                                | 10                                    | 20                                    | 40                                    |
| 臺南市                                | 20                                    | 20                                    | 40                                    |
| 高雄市                                | 10                                    | 20                                    | 40                                    |
| 屏東縣                                | 20                                    | 20                                    | 40                                    |
| 臺東縣                                | 20                                    | 25                                    | 50                                    |

中國大陸
以下收費方式皆以每一小時收費一次，使用未達一小時以一小時計，收費以「借車點」所在縣市收費為準，幣值為人民幣。
| 縣市   | 一小時內 | 第一至二小時 | 第二至三小時 | 第三小時起 | 當日上限 |
| ------ | -------- | ------------ | ------------ | ---------- | -------- |
| 莆田市 | 0        | 1            | 2            | 3          | 30       |
| 泉州市 | 0        | 1            | 2            | 3          | 30       |

而以下為莆田市電助力車收費，使用未達30分鐘以30分鐘計，後續每10分鐘收費一次，幣值為人民幣。
| 縣市   | 30分鐘內 | 30分鐘起 | 當日上限 |
| ------ | -------- | -------- | -------- |
| 莆田市 | 3        | 1        | 無       |

### 調度費用
如跨區歸還自行車，將酌收跨區調度費用。
臺灣
以下收費（跨區調度費）方式是微笑單車公司依據交通部臺灣鐵路公司貨物運送計費標準以及其他相關費用所訂定，幣值為新臺幣。
| 起/迄                                  | 臺北市、新北市 | 桃園市 | 新竹縣、新竹市、新竹科學園區 | 苗栗縣 | 臺中市 | 嘉義縣、嘉義市、台南市、高雄市、屏東縣 | 臺東縣 |
| 臺北市、新北市                         | 0              | 0      | 630                          | 630    | 815    | 910                                    | 1040   |
| 桃園市                                 | 0              | 0      | 0                            | 600    | 750    | 910                                    | 1075   |
| 新竹縣、新竹市、新竹科學園區           | 630            | 0      | 0                            | 0      | 0      | 660                                    | 1135   |
| 苗栗縣                                 | 630            | 600    | 0                            | 0      | 0      | 660                                    | 1130   |
| 臺中市                                 | 815            | 750    | 0                            | 0      | 0      | 660                                    | 1065   |
| 嘉義縣、嘉義市、台南市、高雄市、屏東縣 | 910            | 910    | 660                          | 660    | 660    | 0                                      | 750    |
| 臺東縣                                 | 1040           | 1075   | 1135                         | 1130   | 1065   | 750                                    | 0      |
| -------------------------------------- | -------------- | ------ | ---------------------------- | ------ | ------ | -------------------------------------- | ------ |

## 資訊查詢工具

### 台湾
可利用YouBike微笑單車 （页面存档备份，存于）以及APP （页面存档备份，存于）來查詢附近的站點位置，其中使用官方APP亦可以查詢交易紀錄。
使用者也可以用官方的YouBike APP，掃瞄QR碼使用預先綁定的掃碼綁定卡(信用卡或電子支付)繳付租車費；YouBike 2.0E的資訊亦可在YouBike APP查詢，APP中可查詢站點的YouBike 2.0E自行車數量及各車電量。

### 莆田
用户可在莆田YouBike官网、微信公众号“YouBike莆田公共自行车”“莆田YouBike”或者App查询相关资讯，在莆田微笑自行车社区交流、反映问题。

#### 租赁方式[73][74]
- “莆田YouBike”App扫码
- 微信扫码
- 莆田YouBike租赁卡
- 福路通·莆田城市一卡通公交卡
- “莆田惠民宝”App扫码（2024年12月9日起不再支持）[73]
- 银联芯片卡（需要卡内余额大于300元人民币，2025年2月28日起不再支持）[74]

## 外部連結
- YouBike 微笑單車 （臺灣）（页面存档备份，存于）（中文）（英文）
  - YouBike大台北粉絲團的Facebook專頁
  - YouBike桃竹苗粉絲團的Facebook專頁
  - YouBike中台灣粉絲團的Facebook專頁
  - YouBike嘉義粉絲團的Facebook專頁
  - YouBike南台灣粉絲團的Facebook專頁
  - YouBike的Instagram帳戶
  - YouTube上的微笑單車YouBike頻道
  - YouBike 微笑單車 - LINE 官方帳號 （页面存档备份，存于）
- 泉州公共自行车（泉州） （页面存档备份，存于）
- YouBike 公共自行车（莆田）